# Farol da Ponta da Serreta
Der Leuchtturm Farol da Ponta da Serreta (auch Farol da Ponta da Queimado) steht an der Westküste der portugiesischen Azoreninsel Terceira nordwestlich der Freguesia Serreta. Er wurde 1908 in Betrieb genommen, 1986 ersetzt und 2004 neu gebaut.

## Lage und Beschreibung
Der Farol da Ponta da Serreta liegt ca. 22 Kilometer nordwestlich von Angra do Heroísmo im gleichnamigen Kreis und dort wiederum ca. drei Kilometer nordwestlich von Serreta auf der Klippe Ponta da Queimado in einer Höhe von 81 Metern. Das heutige Bauwerk ist bereits der dritte Leuchtturm an dieser Stelle.
Der Turm ist eine Konstruktion aus Fiberglas, der eine Hantelform aufweist. Er ist rund, an der Basis sowie an der Spitze zu einer kleinen Plattform verbreitert und 14 Meter hoch. An der Spitze befindet sich auf der Plattform die Laterne, die über eine innen liegende Leiter zu erreichen ist. Der Anstrich besteht aus waagerechten roten und weißen Streifen. Am Fuß des Leuchtturms stehen zwei kleine einstöckiges Technikgebäude. Der Turm selber ist nicht zugänglich.
Das Leuchtfeuer ist unter der internationalen Nummer D-2668 und der nationalen Kennnummer 760 registriert und befindet sich in einer Höhe von 95 Metern. Die Kennung besteht aus einem weißen Licht, das sich alle sechs Sekunden wiederholt. Die Tragweite beträgt rund 14 Seemeilen (ca. 26 Kilometer).

## Geschichte
Planungen für einen Leuchtturm auf der Ponta da Serreta gab es seit 1891, der Bau begann 1907 und wurde am 4. November 1908 in Betrieb genommen. Der Turm war zunächst mit einer Optik 5. Ordnung mit einer Brennweite von 187,5 mm ausgestattet, die als Konstantlichtlampe mit Petroleumbefeuerung ausgelegt war. Die Drehung erfolgte über ein Uhrwerk. 1935 wurde das Gerät durch eine Optik 4. Ordnung ersetzt, 1958 wurde der Leuchtturm mit Stromaggregaten elektrifiziert. Durch das Erdbeben vom 1. Januar 1980 wurde der Leuchtturm schwer beschädigt und die umliegenden Gebäude der Leuchtturmwärter zerstört. Der Turm blieb trotz Rissen im Mauerwerk vorerst in Betrieb. Der Plan, den Leuchtturm zu reparieren, wurde 1982 aus Kostengründen fallen gelassen. Ersatzweise wurde 1983 eine Laterne 6. Ordnung installiert.
Als Ersatz wurde 1986 der 1978 außer Betrieb gesetzte Leuchtturm Cacilhas von der Marine vom Festland nach Terceira versetzt. Der aus dem Jahr 1886 stammende Turm ist ein 12 Meter hoher Zylinder aus rot bemaltem Gusseisen. Sein Durchmesser beträgt 1,27 Meter. Das Licht wird von einer Fresnel-Linse 5. Ordnung verstärkt. Dieser Leuchtturm steht unter Denkmalschutz. 1987 wurde der Leuchtturm automatisiert und auf Photovoltaik umgestellt. Ab dem Jahr 2001 äußerte die Stadt Almada – dem vorherigen Standort des Turmes – den Wunsch nach Rückkehr der Konstruktion nach Cacilhas. Daraufhin begannen Planungen, ihn auf Ponta da Serreta zu ersetzen.
Der dritte und heutige Leuchtturm wurde 2004 aufgebaut und im Juni des Jahres in Betrieb genommen, sein gusseiserner Vorgänger kehrte 2009 nach Cacilhas zurück.